# Marc VDS Racing Team

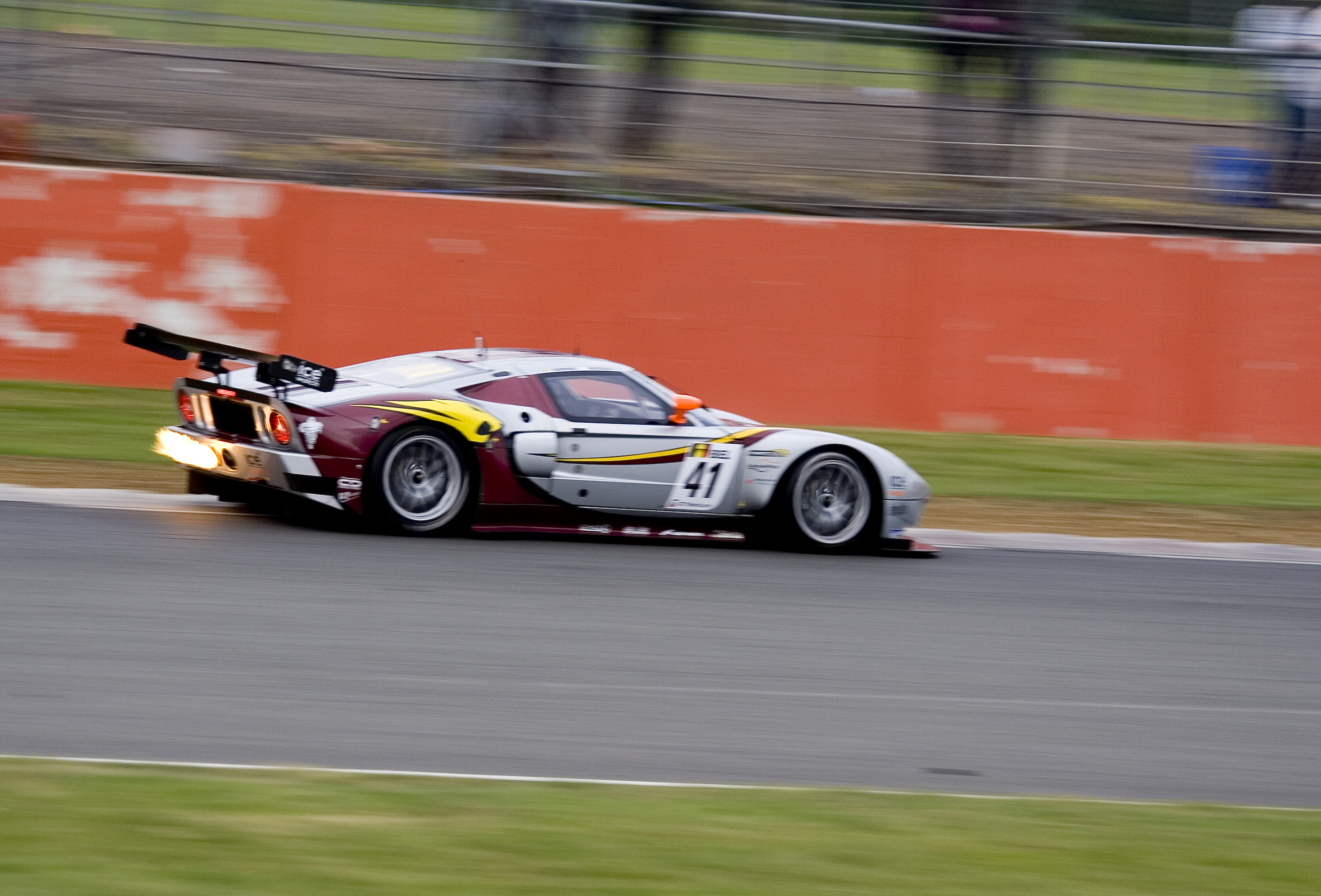
La Ford GT1 en 2010

Marc VDS Racing Team est une écurie belge de sport automobile et motocycliste fondée par Marc van der Straten Ponthoz. L'équipe est engagée en European Le Mans Series et en Championnats du monde de vitesse moto dans la catégorie Moto2 et Moto3 et MotoGP en 2015 avec le pilote britannique Scott Redding.
Par le passé, l'écurie a aussi participé aux 24 Heures du Mans, aux Le Mans Series, au Championnat du monde FIA GT1 et au Blancpain Endurance Series.
Le 6 octobre 2015, par un communiqué officiel, le Marc VDS Racing Team annonce mettre un terme à ses activités dans le sport automobile au terme de la dernière épreuve des « Le Mans Series » le 18 octobre 2015. Le Marc VDS Racing Team va néanmoins continuer à courir avec les deux roues dans les championnats du monde FIM MotoGP et Moto2.
Quelques mois plus tard, le Marc VDS Racing reprend ses activités en sport automobile et engage une Renault R.S.01 en Renault Sport Trophy pour la saison 2016 en coopération avec l'écurie espagnol Monlau Competicion.

## Histoire

### 2010: Les débuts en moto2

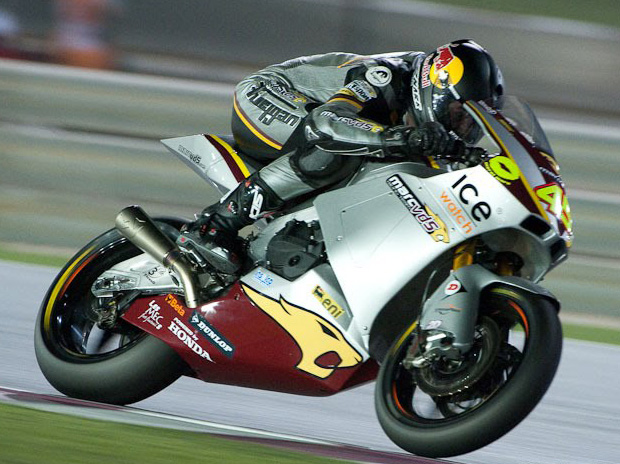
Scott Redding au Qatar en 2010

Le Marc VDS racing Team fait ses débuts dans la catégorie intermédiaire (moto2) avec Scott Redding et Héctor Faubel avec le Constructeur Suter.
En 2013, Scott Redding devient vice champion Moto2 avec trois victoires, derrière Pol Espargaró le champion Moto2 2013.
Mais leur meilleure saison reste 2014 ; l'écurie fait le doublé avec Esteve Rabat (7 victoires) qui devient champion Moto2 et Mika Kallio (3 victoires) vice-champion.

### 2015: Les débuts en MotoGP
Pour leur première saison, le team n'aligne qu'une seule moto avec Scott Redding qui fait une très bonne saison et termine 13e du championnat du monde.
En 2016, il aligne cette fois deux motos avec Jack Miller et le rookie Esteve Rabat, le Marc VDS Racing Team remporte leur première victoire en MotoGP avec Jack Miller sur le circuit de Assen. Malgré cette performance, le team termine dernier au classement des écuries en 2016.

### 2016: Renault R.S.01
Le team reprend le sport automobile car il avait été prévu d'arrêter les engagements en compétition automobile le 6 octobre 2015, l'écurie s'engage dans les Renault Sport Trophy avec la Renault R.S.01, mais ce sera de courte durée car le championnat disparaît à l'issue de la saison 2016 ; depuis le team ne s'est plus engagé dans une compétition automobile.

## Palmarès
- Victoire aux 24 Heures de Spa 2015 avec Lucas Luhr, Markus Palttala et Nick Catsburg sur BMW Z4 GT3.

- 2e place aux 24 Heures du Nürburgring 2013 avec Yelmer Buurman, Richard Göransson, Maxime Martin, Andrea Piccini sur BMW Z4 GT3.

- 2e place aux 24 Heures de Spa 2014 avec Lucas Luhr, Markus Palttala et Dirk Werner sur BMW Z4 GT3.

- Le Mans Series
  - Victoire dans la catégorie GT1 aux 1 000 kilomètres de Spa 2010 avec Bas Leinders, Eric De Doncker et Markus Palttala sur une Ford GT GT1

- Championnat du monde FIA GT1
  - 4 victoires dans le Championnat du monde FIA GT1 2011 à Abou Dabi, au Sachsenring et à Ordos avec le Maxime Martin et Frédéric Makowiecki sur une Ford GT

- Blancpain Endurance Series
  - Champion par équipe en 2013
  - 2 victoires en 2011 à Silverstone et à Magny-Cours avec Bas Leinders, Maxime Martin et Markus Palttala sur une BMW Z4 GT3
  - 2 victoires en 2012 à Monza et à Silverstone avec Bas Leinders, Maxime Martin et Markus Palttala sur une BMW Z4 GT3
  - Une victoire en 2013 au Paul Ricard avec Maxime Martin, Bas Leinders et Yelmer Buurman sur une BMW Z4 GT3

- Championnats du monde de vitesse moto
  - 1 victoire au MotoGP (Grand Prix ASSEN 2016) avec Jack Miller
  - 4 victoires en 2013 en catégorie Moto2 avec Scott Redding (Grand Prix moto de France, Grand Prix moto d'Italie et Grand Prix moto de Grande-Bretagne) et Mika Kallio (Grand Prix moto de République tchèque)
  - Vice-champion en catégorie Moto2 en 2013 avec Scott Redding
  - Doublé (Rabat - Kallio) lors de la première course du Championnat Moto2 2014
  - Champion du monde en catégorie Moto2 en 2014 avec Esteve Rabat et vice-champion avec Mika Kallio.
  - Apparition en 2015 dans la catégorie motogp et une 13e place final avec Scott Redding.

## Résultat

### Résultat MotoGP
| Année | Moto         | Pneumatique | Pilote            | 1   | 2   | 3   | 4   | 5   | 6   | 7   | 8   | 9   | 10  | 11  | 12  | 13  | 14  | 15  | 16  | 17  | 18  | Pts | Pos. Finale |
| ----- | ------------ | ----------- | ----------------- | --- | --- | --- | --- | --- | --- | --- | --- | --- | --- | --- | --- | --- | --- | --- | --- | --- | --- | --- | ----------- |
| 2015  | Honda RC213V | B           |                   | QAT | AME | ARG | ESP | FRA | ITA | CAT | NED | GER | IND | CZE | GBR | RSM | ARA | JPN | AUS | MAL | VAL | 84  | 13e         |
| 2015  | Honda RC213V | B           | 45. Scott Redding | 13  | Ab. | 9   | 13  | Ab. | 11  | 7   | 13  | Ab. | 13  | 12  | 9   | 3   | 12  | 10  | 11  | 11  | 15  | 84  | 13e         |